# Автомагістраль A2 (Литва)
Автомагістраль A2 — шосе в Литві. З'єднує столицю Вільнюс з Паневежисом через Укмерге.
Довжина понад 130 км. Майже по всій довжині має стандарт автомагістралі. Першою відкритою ділянкою була траса Вільнюс – Укмерге. Пізніше шосе було продовжено до Паневежиса.
Загалом на цій автомагістралі є шість перехресть із розворотами. П’ять із шести з цих перехресть мають системи автоматичного виявлення зі змінними електронними дорожніми знаками, які вказують нижчу межу швидкості (зазвичай 110 км/год замість 130 км/год у літній час), якщо використовується розворот або довколишня інфраструктура (без урахування транзитного руху траси А2). Одна ділянка з розворотом, але без цієї системи має стандартні знаки зі зниженим обмеженням швидкості 110 км/год. Сільськогосподарська техніка не може виїжджати на головну дорогу або на розвороти лише для того, щоб переїхати на іншу сторону, оскільки біля перехресть встановлено знаки, які обмежують в’їзд для будь-якого сільськогосподарського або повільного транспорту.

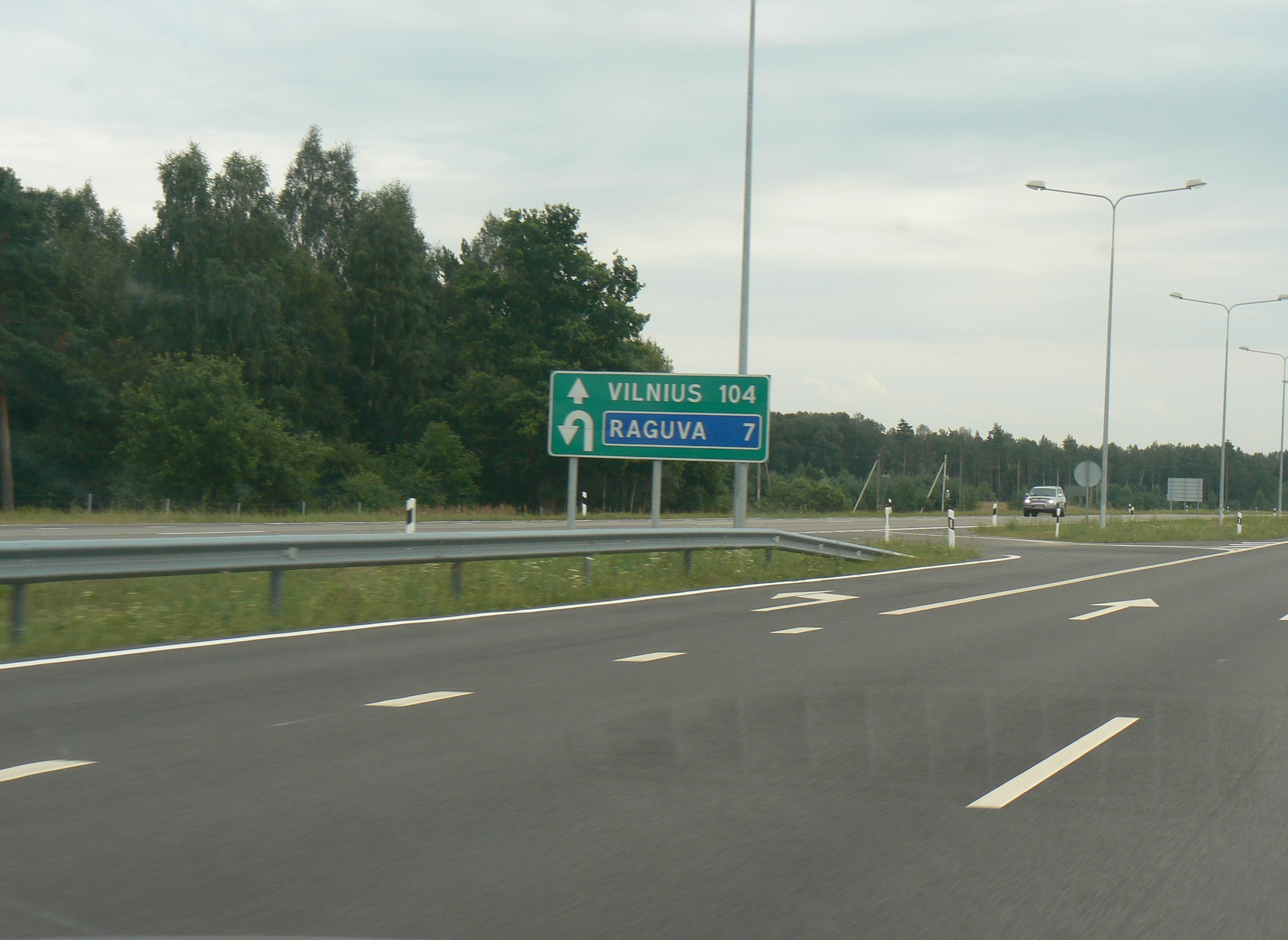
Розв'язка автомагістралі з розворотами. Траса біля Рагуви

Шосе A2 має 4 смуги (по дві смуги в кожну сторону), розділені широкою клумбою, а в багатьох частинах — поруччями безпеки. Шосе на всій своїй довжині слідує за європейським маршрутом E272.
Найпомітнішою подією на магістралі стала мирна політична демонстрація Балтійського шляху під час Співочої революції наприкінці 1980-х років. Приблизно два мільйони людей взялися за руки, щоб утворити живий ланцюг довжиною 675.5 км через три країни Балтії, які тоді були частиною СРСР. До початку 1990-х років дорога була частиною системи дорожніх знаків Радянського Союзу та була частиною траси М11 Мінськ-Вільнюс-Рига.

## Дивись також
- Транспорт Литви